# Anton Ghon
Anton Ghon (ur. 1 stycznia 1866 w Villach, zm. 23 kwietnia 1936 w Pradze) – austriacki lekarz, patolog i bakteriolog. Autor prac nad gruźlicą (ognisko i zespół pierwotny Ghona).
Pomiędzy 1884 a 1890 studiował medycynę na Uniwersytecie w Grazu. W 1890 roku został lekarzem wolontariuszem w klinice dermatologicznej w Wiedniu. W 1892 roku został aspirantem na oddziale patologiczno-anatomicznym szpitala Rudolfstiftung (Krankenanstalt Rudolfstiftung) w Wiedniu. W 1893 pracował jako demonstrator w katedrze bakteriologii i histopatologii. W 1894 została asystentem Antona Weichselbauma w Instytucie Anatomopatologii Uniwersytetu Wiedeńskiego.
W 1897 był członkiem austriackiej delegacji, która udała się do Indii w celu zbadania epidemii dżumy w Mumbaju. Rok później, za swoją działalność otrzymał Złoty Krzyż Zasługi Cywilnej z Koroną. W 1899 roku został członkiem korespondencyjnym Austriackiej Akademii Nauk. W 1901 roku wraz ze swoimi kolegami został nominowany do Nagrody Nobla w dziedzinie medycyny za badania w zakresie patomorfologii i epidemiologii. W 1899 roku uzyskał habilitację, a trzy lata później został profesorem nadzwyczajnym w Wiedniu. W 1910 roku został profesorem zwyczajnym anatomopatologii na Niemieckim Uniwersytecie w Pradze. W tym samym roku ożenił się w Wiedniu z Karoline Illatz. Zmarł w 1935 roku, krótko po przejściu na emeryturę. Jego ciało zostało przetransportowane do rodzinnego Villach, gdzie spoczął w rodzinnym grobie. W 1936 roku, miasto nagrodziło Ghona tytułem honorowego obywatela Villach.
Anton Ghon był autorem prac nad metodami wykrywania gram-ujemnych bakterii dwoinek, patogenów grypy, zgorzeli gazowej oraz gruźlicy. Specjalista polowej bakteriologii.